# Lygia Pape
Lygia Pape, nascida Lygia Torres de Carvalho (Nova Friburgo, 7 de abril de 1927 — Rio de Janeiro, 3 de maio de 2004), foi uma gravadora, escultora, pintora, designer, cineasta, professora e artista multimídia brasileira, identificada com o movimento conhecido por neoconcretismo.

## Carreira
Lygia Pape iniciou seus estudos em arte com os gravadores Fayga Ostrower e Ivan Serpa. Deixou uma obra marcada pelo abstracionismo geométrico e por uma diversificação exemplar. Uma de suas obras mais instigantes é o Livro do Tempo, obra realizada entre os anos de 1961 e 1963, composta por um conjunto de 365 peças de madeira diferentes umas das outras. Importante representante da arte contemporânea no Brasil, Lygia possui uma trajetória artística que se iniciou com o abstracionismo geométrico. Já na década de 1950 possuía renome na cena artística carioca e, em 1959, foi uma das signatárias do manifesto neoconcreto, encabeçado por Ferreira Gullar e Hélio Oiticica.
Além de sua carreira artística, Lygia Pape lecionou na Faculdade de Arquitetura Santa Úrsula e na Escola de Belas Artes da Universidade Federal do Rio de Janeiro. Também deu o curso "Espaço Poético, Uma Proposta Ambiental" na Escola de Artes Visuais do Parque Lage.
Participou da I Exposição Nacional de Arte Abstrata, em Petrópolis no ano de 1953. Expôs as xilogravuras Tecelares, com o Grupo Frente, no Museu de Arte Moderna do Rio de Janeiro, em 1955. Tecelares também foi exibida no Art Institute of Chicago em 2023. Em 1956, participou da Exposição de Arte Concreta no MASP e em Zurique. No final de 1956 e começo de 1957, participou da 1ª Exposição Nacional de Arte Concreta, no Museu de Arte Moderna de São Paulo e no Ministério da Educação e Cultura, no Rio de Janeiro. Em 1958, apresentou no teatro do hotel Copacabana Palace o Balé Neoconcreto, de sua autoria com a participação de Reynaldo Jardim.

### Neoconcretismo
Em 1960, Pape e artistas como  Hélio Oiticica, Lygia Clark, Ferreira Gullar, Reynaldo Jardim e Franz Weissmann romperam com o concretismo e publicaram no Jornal do Brasil o Manifesto Neoconcreto, marco inicial do neoconcretismo. No mesmo ano, participou da 5ª Bienal Internacional de Arte de São Paulo. Em 1959 tomou parte da 1ª Exposição Neoconcreta. Entre 1959 e 1961 Lygia realizou a trilogia Livro da Criação, Livro da Arquitetura e Livro do Tempo. A partir de 1960, iniciou uma série de projetos de esculturas em madeira. Em 1960, foi uma das convidadas para a célebre 1ª Exposição Internacional de Arte Concreta, em Zurique, na Suíça. 

Em 1967 participou da exposição "Nova Objetividade Brasileira" com a Caixa de Baratas e a Caixa de Formigas. Em 1968, no evento "Apocalipopótese", mostrou seu objeto penetrável Ovo. Fez, em 1975, a primeira individual na Galeria Maison de France, no Rio de Janeiro. No ano seguinte, fez a exposição "Eat Me", na Galeria Arte Global, em São Paulo. Ganhou bolsa de estudos da Fundação Guggenheim, em Nova Iorque, permanecendo vários meses nessa cidade.
Com a morte de Hélio Oiticica em 1980, trabalhou na organização e divulgação da obra do amigo durante quase 10 anos, num projeto ao lado de Waly Salomão e Luciano Figueiredo.

### Cinema
A partir de 1962 passou a trabalhar com cinema, fazendo cartazes, roteiros, montagem e direção, além de ampla produção de cinema autoral, trabalhando com equipamentos de 35 mm, 16 mm e super 8. São de sua autoria os cartazes e as aberturas de filmes clássicos do movimento experimental brasileiro "Cinema Novo" como Mandacaru Vermelho (1961) e Vidas Secas (1963), ambos do diretor Nelson Pereira dos Santos, assim como do memorável  cartaz do filme  Deus e o Diabo na Terra do Sol (1964), de Glauber Rocha.

### Nova Objetividade Brasileira
Em 1967 participou da exposição "Nova Objetividade Brasileira" com a Caixa de Baratas e a Caixa de Formigas. Em 1968, no evento "Apocalipopótese", mostrou seu objeto penetrável Ovo. Fez, em 1975, a primeira individual na Galeria Maison de France, no Rio de Janeiro. No ano seguinte, fez a exposição "Eat Me", na Galeria Arte Global, em São Paulo. Ganhou bolsa de estudos da Fundação Guggenheim, em Nova Iorque, permanecendo vários meses nessa cidade.
Com a morte de Hélio Oiticica em 1980, trabalhou na organização e divulgação da obra do amigo durante quase 10 anos, num projeto ao lado de Waly Salomão e Luciano Figueiredo.

### Bienais
Expôs sua produção neoconcreta na galeria Thomas Cohn, e na mostra "Modernidade" em Paris. Em 1990 mostrou Amazoninos, trabalhos em chapa metálica, recebendo prêmio da Associação Brasileira de Críticos de Arte. Com apoio de bolsa institucional da Fundação Vitae, realizou as Tteias #7, combinando luz e pigmento. Em 2001, Lygia apresentou no Centro de Arte Hélio Oiticica, no Rio, a instalação Carandiru. Tem obras expostas na Bienal Brasil Século XX. Participou da mostra "Tendências Construtivas" no Acervo do Museu de Arte Contemporânea da Universidade de São Paulo.
A artista foi uma das convidadas da quarta Bienal de Artes Visuais do Mercosul, em Porto Alegre, 2003. Mestre em estética filosófica pela Universidade Federal do Rio de Janeiro, foi professora da Faculdade de Arquitetura Santa Úrsula, de 1972 até 1985 e, de 1982, até a sua morte em 2004, lecionou na Escola de Belas Artes da UFRJ.
Em junho de 2009, o Projeto Lygia Pape, associação cultural elaborada pela própria artista em vida, montou a obra Ttéia 1, C para a abertura da 53ª Bienal de Veneza. A artista recebeu homenagem póstuma com o prêmio Refazendo mundo.

### Performance Divisor
Divisor é uma performance realizada pela primeira vez em 1968, que consistiu em um grande tecido branco com aberturas para os participantes colocarem a cabeça e moverem-se de forma coletiva. Em 2017 a performance foi reeditada pelo museu Met Breuer de Nova York.

### Piraquê
Lygia foi a criadora das embalagens dos biscoitos da marca Piraquê. A principal característica delas foi a repetição dos elementos gráficos que se tornou nacionalmente conhecida e associada à marca. Foi também de Lygia a criação de uma embalagem cilíndrica de acondicionamento de comidas que se tornou padrão internacional. Criada nos anos 60, a identidade visual da marca se tornou ícone do design brasileiro.

## Morte
Portadora de mielodisplasia, uma anomalia que afeta o funcionamento da medula óssea, a pintora foi internada no hospital São Lucas na capital carioca onde, após uma semana, veio a falecer em decorrência de infecção generalizada e falência de múltiplos órgãos no final da tarde de 3 de maio (às 18h25).
Lygia deixou viúvo Günther Pape, com quem teve duas filhas - Paula e Maria Cristina Pape.
Seu corpo foi cremado no Cemitério do Caju, sem velório, pois ela não queria que seu corpo "virasse uma instalação", e a missa de sétimo dia, atendendo a um pedido seu, foi celebrada em cerimônia cantada no Mosteiro de São Bento.

## Exposições
As exposições mais recentes da artista:
- 1998 Museum of Contemporary Art, Los Angeles
- 2000 CAMJAP Lisboa
- 2000 Museu Serralves, Porto
- 2002 Solomon R. Guggenheim Museum, Nova Iorque
- 2002 steirischer herbst, Graz
- 2003 50. Bienal de Veneza
- 2003 Espaço de instalações permanentes do Museu do Açude, Rio de Janeiro
- 2003 Galeria Fortes Vilaça, São Paulo
- 2003 Galerie der Stadt Sindelfingen
- 2004 Haus der Kunst, Munique
- 2004 Le Magasin, Grenoble
- 2004 Museu de Arte Moderna, São Paulo
- 2005 Museum für Gegenwartskunst, Siegen
- 2005 Museum of Contemporary Art, Chicago
- 2005 Museum of Contemporary Art, Tessalônica
- 2005 Quarter, Florença
- 2006 1 Galeria Graca Brandao, Porto
- 2006 Barbican Centre, Londres
- 2006 Bronx Museum of the Arts
- 2006 Museu de Arte Moderna, Rio de Janeiro
- 2006 Museu de Arte Moderna, São Paulo
- 2007 Instituto Tomie Ohtake, São Paulo
- 2007 Museu de Arte Moderna, Rio de Janeiro
- 2008 Contemporary Brazilian Art Museum of Contemporary Art, Tóquio
- 2008 Kunsthalle Kiel
- 2008 Moderna Museet Estocolmo
- 2008 Museu de Arte Moderna, Rio de Janeiro
- 2009 53, Bienal de Veneza
- 2009 Folder Museum of Modern Art, Nova Iorque
- 2011 Museu de Arte Reina Sofia, Madrid